# Ezboni Mondiri
Ezboni Mondiri Gwanza war ein Politiker im Süden des Sudan. Er war einer der Gründer der Southern Sudan Federal Party (SSFP) 1957, die bei den Parlamentswahlen 1958 antrat. Später beteiligte er sich an der sezessionistischen Bewegung.

## Leben
Ezboni Mondiri Gwanza war Student an der Faculty of Arts der Universität Khartum und engagierte sich in der Southern Student’s Welfare Front. Nach dem Abschluss begann er bei der Shell Company zu arbeiten.

## Erste demokratische Periode
Der Sudan erhielt am 1. Januar 1956 seine Unabhängigkeit. 1957 beschlossen Ezboni und andere junge Intellektuelle und Universitätsabsolventen aus dem Süden, eine Partei zu gründen, die sich für die nötigen politischen Ziele im Süden einsetzen sollte. Die Gründer nannten die Partei Southern Federal Party, Federal Party und Federalist Party. Die Satzung der Partei legte Grundsätze fest, darunter die Forderung nach einer gleichberechtigten Föderation der nördlichen und südlichen Staaten, wobei Englisch und Arabisch gleichermaßen anerkannt werden sollten. Der Staat sollte säkular sein, wobei Islam und Christentum als die beiden Hauptreligionen anerkannt würden, andere Religionen jedoch respektiert würden. Der Süden sollte einen eigenen öffentlichen Dienst, ein eigenes Bildungssystem und eine eigene Armee haben.
Father Saturnino Lohure Hilangi war ein weiterer Gründer der Southern Sudan Federal Party (SSFP), welche die Liberal Party schlug und bei den Parlamentswahlen im Februar und März 1958 vierzig Sitze gewann. Als die SSFP im Parlament dafür eintrat, dass der Norden wie versprochen eine sudanesische Föderation in Betracht ziehen sollte, verhaftete die Regierung Mondiri und die SSFP löste sich auf. An ihrer Stelle gründete Pater Saturnino den Southern Block mit 25 Mitgliedern.

## Spätere Karriere
Das sudanesische Parlament wurde im November 1958 nach einem Militärputsch von General Ibrahim Abbud aufgelöst.
Im Dezember 1960 wurde Ezboni inhaftiert und zu zehn Jahren Gefängnis verurteilt.
Im Oktober 1964 gab General Ibrahim Abbud internationalem Druck nach und bildete eine Übergangsregierung aus hochrangigen Politikern, bis im nächsten Jahr demokratische Wahlen abgehalten werden konnten. Sirr al-Katim al-Khalifa wurde zum Premierminister ernannt. In seinem Kabinett saßen drei Südstaatler: Ezbon Mondiri Gwanza, Clement Mboro und Gordon Muortat Mayen.
Die Southern Front Party (auch: Southern Professional Front) wurde offenbar Anfang 1965 in Khartum von einer Gruppe südlicher Beamter, Studenten und Fachleute gegründet. Im März 1965 wurde die Southern Front offiziell als Partei registriert, mit Gordon Abei als Präsident, Darious Beshir als Vizepräsident und Hilary Logali als Generalsekretär. Im März 1965 nominierte die Front drei hochrangige Mitglieder für das Übergangskabinett: Clement Mboro Bekobo für das Innere, Hilary Paul Logali für das Bauministerium und Gordon Muortat Mayen, welcher Ezboni Mondiri ersetzte, für das Kommunikationsministerium.
Im März 1965 wurde eine Konferenz am Runden Tisch abgehalten, um das Südproblem zu lösen. Wenige Monate später wurde das neue Southern Front Executive Committee (Exekutivkomitee der Südfront) gewählt. Clement Mboro Bekobo war Präsident, Gordon Muortat Mayen Vizepräsident und Hilary Paul Logali Generalsekretär. Ezboni Mondiri war Mitglied.
Im Juni 1965 verließen Joseph Oduho und seine Anhänger die Sudan African National Union (SANU) und gründeten eine neue Separatistenorganisation namens „Azania Liberation Front“ (ALF). Zu den Mitgliedern der ALF-Führung gehörten Joseph H. Oduho (Präsident), Fr. Saturnino Lohure (Vizepräsident), Ezboni Mondiri (Verteidigungsminister), George Akumbek Kwanai (Außenminister) und Joseph Lagu Yanga (Oberbefehlshaber). Später verkündete Ezboni die Bildung der sudanesischen Azania-Exilregierung.
Am 27. Februar 1972 unterzeichneten die sudanesische Regierung und die Südsudanesische Befreiungsbewegung (SSLM) das Addis-Abeba-Abkommen zur Beendigung der Feindseligkeiten, das am 12. März 1972 offiziell ratifiziert wurde. Ezboni Mondiri Gwonza war der Leiter der SSLM-Delegation.
Dr. Mansour Khalid, der Außenminister, unterzeichnete im Namen der sudanesischen Regierung. Das Abkommen beendete einen 17 Jahre dauernden Konflikt, in dem eine halbe Million Südsudanesen starben und viele weitere vertrieben wurden.
Das Abkommen gab den Südsudanesen religiöse Rechte und Autonomie innerhalb einer föderalen Struktur für den vereinigten Sudan.
Ezboni Mondiri und Joseph Oduho waren die beiden führenden „Außenseiter“-Kandidaten für die Präsidentschaft des Südsudan im Jahr 1973, aber Abel Alier wurde zum SSU-Kandidaten ernannt, bevor sie ihre Kandidatur antreten konnten.